# Hausotterplatz
Der Hausotterplatz ist ein Platz im Berliner Ortsteil Reinickendorf des gleichnamigen Bezirks. Der kreisrunde schattige Platz unterbricht die Winterstraße und die Kamekestraße. Am Hausotterplatz liegt die Evangeliumskirche und die Hausotter-Grundschule.

## Geschichte
Der Hausotterplatz wurde wie auch die Hausotterstraße von dem Grundbesitzer Karl Hausotter angelegt, weshalb beide nach ihm benannt sind. Die Familie Hausotter war eine altansässige Familie in Reinickendorf. Der Hausotterplatz wurde im Jahre 1886 angelegt und bekam seinen heutigen Namen. Nach dem 1997 verabschiedeten Grünanlagengesetz ist der Hausotterplatz eine geschützte Grünanlage.